# Jack Hight
Jack Hight (26 agosto 1977) è uno scrittore statunitense che ha pubblicato quattro libri: Siege, basato sulla caduta di Costantinopoli e una trilogia basata sulla vita di Saladino: Eagle, Kingdom e Holy War ..

## Biografia
Hight è cresciuto a Dallas, in Texas. Ha frequentato l'Università di Harvard e ha un dottorato in storia presso conseguito presso l'Università di Chicago. Secondo il suo sito web è stato durante il suo secondo anno ad Harvard che ha letto per la prima volta della caduta di Costantinopoli, su cui in seguito ha basato il suo primo romanzo. Vive con sua moglie e tre figlie a Washington.

## Opere
- Costantinopoli 1453. L'assedio, Rizzoli, 2010 (edizione italiana)
- Il signore delle crociate. È nato un guerriero, Newton Compton Editori, 2012 (edizione italiana)
- Il romanzo delle crociate: Il signore delle crociate - Il signore delle battaglie - Il signore della Terra Santa, Newton Compton Editori, 2015 (edizione italiana)